# Fideïcomís
El fideïcomís és la disposició segons la qual una persona que serà dita fideïcomitent o fiduciant, en testament o en capítols matrimonials, deixa tots els seus béns o una part a una altra persona natural amb l'encàrrec de conservar-los i transmetre'ls a un tercer que serà dit fideïcomissari o fiduciari. En el fideïcomís el fideïcomitent disposa que el fiduciari adquireixi l'herència o el llegat amb el gravamen que, un cop vençut el termini o complerta la condició, facin trànsit al fideïcomissari. Està regulat en el Codi Civil de Catalunya Llibre IV, Títol II, Capítol VI i en el dret comú per l'article 781 del Codi Civil espanyol. En el dret anglosaxó, la part que confia el dret es coneix com a "setlor", la part a la qual es confia el dret es coneix com a "trustee", la part pel benefici de la qual es confia la propietat es coneix com a "beneficiari", i la propietat confiada en si es coneix com a "corpus" o "propietat fiduciària".
Amb l'ús estratègic i legal dels fideïcomisos, les persones poden garantir que els seus fills i néts o els beneficiaris escollits es puguin beneficiar completament de l'herència que volen que rebin. Un fideïcomís testamentari es crea per testament i sorgeix després de la mort del constituent. Un fideïcomís entre vius es crea durant la vida del constituent. Un fideïcomís pot ser revocable o irrevocable; si és irrevocable només es pot trencar mitjançant un procediment judicial.
El fiduciari és el propietari legal de la propietat en fideïcomís, com a fiduciari del beneficiari o beneficiaris que siguin els propietaris equitatius de la propietat del fideïcomís. Així, els fideïcomissaris tenen el deure fiduciari de gestionar el fideïcomís en benefici dels propietaris equitatius. Han de proporcionar una comptabilitat regular dels ingressos i despeses de la confiança. Els fideïcomissaris poden ser compensats i reemborsats per les seves despeses. Un tribunal de jurisdicció competent pot destituir un fiduciari que incompleixi el seu deure fiduciari. Alguns incompliments del deure fiduciari es poden acusar i jutjar com a delictes en un tribunal judicial.
Un fiduciari pot ser una persona física, una entitat empresarial o un organisme públic. Un fideïcomís als Estats Units pot estar subjecte a impostos federals i estatals.
Un fideïcomís el crea un settlor, que transfereix el títol d'alguna o la totalitat dels seus béns a un fiduciari, que després té el títol d'aquesta propietat en fideïcomís en benefici dels beneficiaris. El fideïcomís es regeix pels termes en què es va constituir. A la majoria de jurisdiccions, això requereix un acord o escriptura de confiança contractual.
Els fideïcomisos existeixen des de l'època romana i s'han convertit en una de les innovacions més importants del dret de la propietat. La llei de fideïcomís ha evolucionat a través de les sentències judicials de manera diferent en diferents jurisdiccions, de manera que les declaracions d'aquest article són generalitzacions; entendre la jurisprudència específica en cada cas és complicat. Alguns estats dels EUA estan adaptant un codi uniforme per codificar i harmonitzar les seves lleis, però encara queden variacions específiques d'estat.
Un propietari que diposita una propietat en fideïcomís entrega part del seu paquet de drets al fiduciari, separant la propietat i el control legals de la propietat de la propietat i els beneficis equitatius. Això es pot fer per motius fiscals o per controlar la propietat i els seus beneficis si el constituent està absent, incapacitat o mort. Els fideïcomisos testamentaris es poden crear en testaments, que defineixen com es gestionaran els diners i els béns per als fills o altres beneficiaris.
Mentre que el fiduciari té un títol legal sobre la propietat del fideïcomís, en acceptar el títol el fiduciari passa a tenir una sèrie de deutes fiduciaris amb els beneficiaris. Els deures principals que s'han de tenir són els de lleialtat, prudència i imparcialitat. Els administradors poden tenir un nivell de cura molt elevat per garantir el compliment del que s'espera d'ells. Per garantir que els beneficiaris rebin el que els pertoca, els fideïcomissaris estan subjectes a una sèrie de deures auxiliars, com l'obertura i transparència, i els deures de manteniment de registres, comptabilitat i divulgació. A més, un fiduciari té el deure de conèixer, entendre i respectar els termes del fideïcomís i la llei corresponent. El fiduciari pot ser compensat i reemborsar les despeses, però en cas contrari ha de lliurar tots els beneficis de les propietats del fideïcomís i no endeutar-se ni especular amb risc sobre els actius del fideïcomís sense el permís escrit i clar de tots els beneficiaris adults.
Hi ha restriccions fortes pel que fa a un fiduciari amb un conflicte d'interessos. Els tribunals poden revertir les accions d'un síndic, ordenar que es retornin els beneficis i imposar altres sancions si troben que un síndic ha incomplert alguna de les seves obligacions. Aquest fracàs és un incompliment civil i pot deixar un administrador negligent o deshonest amb greus responsabilitats per l'incompliment. És molt recomanable buscar assessorament legal abans de signar o crear un acord de fideïcomís i els fiduciaris han de tenir molta cura en actuar o ometre actuar per evitar errors il·legals.

## Importància
El trust o fideïcomís es considera generalment la contribució més innovadora del sistema jurídic anglès. Avui dia, els fideïcomisos tenen un paper important en la majoria dels sistemes de dret comú, i el seu èxit ha fet que algunes jurisdiccions de dret civil incorporin els fideïcomisos als seus codis civils. A Curaçao, per exemple, el fideïcomís es va promulgar l'1 de gener de 2012; tanmateix, el Codi Civil de Curaçao només permet els fideïcomisos expressos constituïts per instrument notarial. França ha afegit recentment un element similar basat en el dret romà a la seva pròpia llei amb la fiducie, modificada el 2009; la fiducie, a diferència d'un trust, és una relació contractual. Els fideïcomisos s'utilitzen molt en l'àmbit internacional, especialment als països dins de l'esfera d'influència del dret anglès, i tot i que la majoria de jurisdiccions de dret civil generalment no contenen el concepte de fideïcomís dins dels seus sistemes jurídics, sí que reconeixen el concepte sota la Convenció de l'Haia sobre la llei aplicable als fideïcomisos i al seu reconeixement (en part només en la mesura que en siguin parts). El Conveni de l'Haia també regula els conflictes en els trusts .
Tot i que els fideïcomisos sovint s'associen amb transferències de riquesa intrafamiliars, han esdevingut molt importants als mercats de capitals nord-americans, especialment a través dels fons de pensions (en alguns països essencialment sempre trusts) i dels fons d'inversió (sovint trusts).